# Erythropitta erythrogaster
Erythropitta erythrogaster là một loài chim trong họ Pittidae.

## Hình ảnh

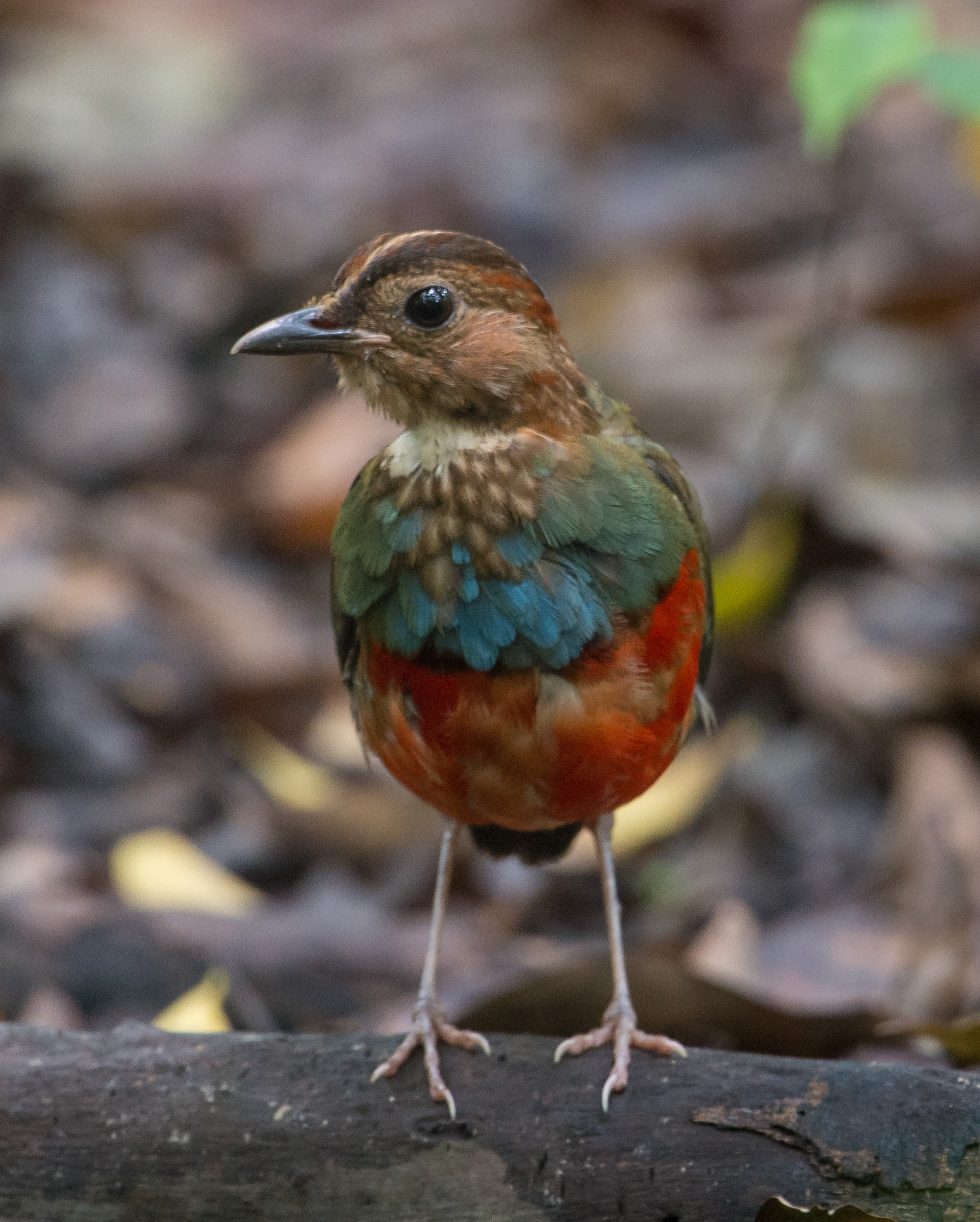